# Léo Malet
Léo Malet (Montpellier, 7 de marzo de 1909-Châtillon, 3 de marzo de 1996) fue un novelista francés que cultivó el género de la novela negra.

## Biografía
Léo Malet nació en Montpellier. Recibió escasa educación formal y ya en 1925 comenzó a trabajar como cantante de cabaret en «La Vache Enragee» en Montmartre, París.
En los años 1930 se alineó los surrealistas y fue amigo cercano de André Breton, René Magritte y Yves Tanguy entre otros. Durante estos años publicó varios trabajos de poesía.
Murió en el pequeño pueblo de Châtillon, situado al sur de París y donde vivió muchos años unos días antes de su 87 cumpleaños.

## Obras
Aunque cultivó muchos géneros literarios, se le conoce principalmente por su personaje Nestor Burma, el protagonista antihéroe de la serie Les Nouveaux Mystères de Paris. Burma es un detective privado cínico, astuto hablador de argot, exanarquista y fumador de pipa.
De las 33 novelas sobre este personaje 18 ocurren en los arrondissement de París (distritos), aunque lo que pretendía Malet era escribir una serie de 20 novelas, una para cada arrondisment, emulando a Los misterios de París de Eugène Sue. Además de esta serie de novelas también escribió cinco narraciones breves sobre Nestor Burma.
El artista de cómic franco-belga Jacques Tardi adaptó al cómic algunos de los libros de esta serie con el consentimiento de Malet, incluidos Niebla en el puente de Tolbiac y Calle de la estación, 120.
El personaje de Nestor Burma es tan famoso en Francia que incluso hicieron una serie televisiva inspirada en este personaje, interpretado por Guy Marchand.
A lo largo de su carrera literaria utilizó seudónimos como Frank Harding, Léo Latimer, Lionel Doucet, Jean de Selneuves, Omer Refreger o Louis Refreger.